# Manchester (New Hampshire)
Manchester ist die größte Stadt des US-Bundesstaates New Hampshire.
Die Stadt hat eine Fläche von 90,4 km² und eine Einwohnerzahl von 115.644 (US-Volkszählung 2020).

## Geographie
Die Stadt liegt im Süden New Hampshires im Hillsborough County am Merrimack River.

## Geschichte
Die ersten Siedler kamen 1722 in das Gebiet der Penacook-Indianer. Der erste Name der Siedlung war ab 1727 Tyngstown, das dann 1751 zu Derryfield wurde.
1810 wurde Derryfield – heute ein Stadtteil Manchesters – in Manchester umbenannt. Die Amoskeag Manufacturing Company wollte ein industrielles Zentrum nach dem Vorbild der englischen Industriestadt Manchester schaffen. Um 1900 wurde der Ort als amerikanisches Manchester tituliert. Die Amoskeag Falls des Merrimack lieferten reichlich Wasserkraft für die Industrie, die 1900 in 577 Betrieben mit 19.032 Arbeitern für 26.607.600 US-Dollar Waren lieferte (davon in vier großen Baumwollfabriken mit 10.616 Arbeitern Waren für 11.723.508 US-Dollar, in 6 Schuhfabriken mit 2.002 Arbeitern Waren für 4.052.204 US-Dollar.) Die Amoskeag Manufacturing Company schloss 1935 ihre Pforten, was einen zeitweisen wirtschaftlichen Niedergang der Stadt zur Folge hatte.
Von 1877 bis 1940 hatte die Stadt Manchester einen Straßenbahnbetrieb. Das rund 50 Kilometer lange Netz bestand aus Stadt- und Überlandlinien.
1884 wurde das römisch-katholische Bistum Manchester in der Stadt errichtet. Hauptkirche ist die 1869 errichtete Kathedrale St. Joseph.

## Demographie
1773, gut fünfzig Jahre nach der Ankunft der ersten Siedler, hatte der Ort 279 Einwohner. Am 1. Juli 2015 hatte die Stadt laut einer Schätzung des United States Census Bureau 110.229 Einwohner; damit ist das  Wachstum der Stadt in den vergangenen Jahrzehnten auf ein niedriges Niveau gesunken. Wie in vielen anderen US-Bundesstaaten im Norden mit geringer Zuwanderung macht sich das hohe Alter der Baby-Boomer-Generation bemerkbar.

## Bildung
Die University of New Hampshire ist mit einem College in Manchester vertreten. Darüber hinaus liegt am nordöstlichen Stadtrand die private Southern New Hampshire University. Eine Reihe weiterer Hochschulen und Colleges bieten ein breites Bildungsangebot.

## Verkehr
Der Manchester-Boston Regional Airport ist ein schnell wachsender Flughafen in Manchester.
Die Straße Interstate 93 verbindet die Stadt mit Boston, Massachusetts.

## Söhne und Töchter der Stadt
- Bob Beattie (1933–2018), Alpinskitrainer und Sportkommentator
- Robert Choquette (1905–1991), Schriftsteller und Diplomat
- Robert W. Cone (1957–2016), General der United States Army
- Channing H. Cox (1879–1968), Politiker
- Matt Czuchry (* 1977), Schauspieler
- Charlie Davies (* 1986), Fußballspieler
- Ted Gatsas (* 1950), Politiker
- Marie-Josephine Gaudette (1902–2017), US-amerikanisch-italienische Nonne, Lehrerin und Supercentenarian
- Odore Joseph Gendron (1921–2020), römisch-katholischer Bischof von Manchester
- Joshua Grenier (* 1979), Fußballspieler
- Luke Hughes (* 2003), Eishockeyspieler
- Pierre Jalbert (* 1967), Komponist und Hochschullehrer
- Samuel L. Katz (1927–2022), Mediziner, Virologe und Impfstoffentwickler
- John W. King (1918–1996), Politiker
- Thomas Kopache (* 1945), Schauspieler
- Hubie McDonough (* 1963), Eishockeyspieler
- Grace Metalious (1924–1964), Autorin
- Lee M.E. Morin (* 1952), Astronaut
- Warren Mosler (* 1949), Ökonom, Hedgefondsmanager, Politiker und Unternehmer
- Chris Pappas (* 1980), Politiker, Abgeordneter
- Thomas Joseph Shahan (1857–1932), Weihbischof in Baltimore
- Bill Spear (1916–1979), Autorennfahrer
- John L. Sullivan (1899–1982), Politiker
- George Underwood (1884–1943), Leichtathlet und Sportjournalist
- James A. Weston (1827–1895), Politiker
- Edward Whittemore (1933–1995), Schriftsteller